# Y tú qué harías?
Y tú qué harías? es un programa de telerrealidad chileno producido por Televisión Nacional de Chile (TVN) y la productora Efe 3.
El espacio busca enfrentar a personas anónimas a distintas situaciones conflictivas realizadas por actores en la vía pública o en otros lugares. Las situaciones son grabadas ocultamente, y luego de que los transeúntes intervienen, son abordados por uno de los conductores —que observaron la escena tras bambalinas— y les preguntan por qué reaccionaron de ese modo.

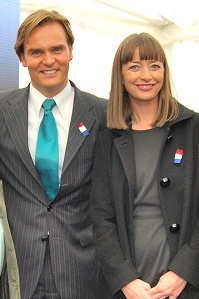
Amaro Gómez-Pablos y Consuelo Saavedra, los presentadores de las primeras dos temporadas del programa.

El programa fue estrenado en octubre de 2015 en horario estelar, conducido por Consuelo Saavedra y Amaro Gómez-Pablos. En 2016 Y tú qué harías? fue renovado por una segunda temporada, con los mismos conductores. En 2017 se estrenó una tercera temporada, donde Gómez-Pablos —quien fue desvinculado del canal estatal en septiembre de 2016— fue reemplazado por Leo Caprile.
El programa no fue emitido por TV Chile por no contar con los derechos de emisión internacional y por los elevados costos de éstos para todo el mundo, debido a que una de las cláusulas del contrato entre TVN y la productora establece que la licencia es sólo para exhibir el programa en Chile.[cita requerida]